# Perilampus stygicus
Perilampus stygicus is een vliesvleugelig insect uit de familie Perilampidae. De wetenschappelijke naam is voor het eerst geldig gepubliceerd in 1888 door Provancher.